# Doug Sahm
Douglas Wayne Sahm est un musicien américain de musique country et de blues rock né le 6 novembre 1941 à San Antonio (Texas) et décédé le 18 novembre 1999 à Taos (Nouveau-Mexique).

## Biographie
Né le 6 novembre 1941 à San Antonio, Doug Sahm participe dès l'âge de cinq ans à l'émission de radio Louisiana Hayride où il est guitariste d'accompagnement pour des artistes tels que Webb Pierce, Hank Thompson (en) ou Hank Williams. Il sort son premier album, A Real American Joe, sous le nom de Little Doug Sahm en 1955.

## Discographie

### Albums solo
- 1970 – Together After Five (Evangeline)
- 1973 – Doug Sahm and Band (Atlantic)
- 1973 – Texas Tornado (Atlantic)
- 1974 – Groover's Paradise (Collectors' Choice)
- 1976 – Texas Rock for Country Rollers (Edsel)
- 1980 – Hell of a Spell (Takoma)
- 1987 – The Return of the Formerly Brothers (Rykodisc) avec Amos Garrett (en) et Gene Taylor (en)
- 1988 – Back to the 'Dillo (Edsel)
- 1988 – Live (Bear Tracks)
- 1989 – Juke Box Music (Antone's)
- 1994 – The Last Real Texas Blues Band (Discovery)
- 1998 –  SDQ '98 (Watermelon)
- 2000 – The Return of Wayne Douglas (Tornado)